# It Comes at Night
It Comes at Night (engl. für „Es kommt in der Nacht“) ist ein Horror-Thriller von Trey Edward Shults, der am 18. Januar 2018 in die deutschen Kinos kam.

## Handlung
Der Film setzt nach dem Untergang der Zivilisation in einer postapokalyptischen Welt ein, in der ein unbekanntes Virus Menschen und Tiere befällt. Dabei wird das Leben einer Familie porträtiert, die aus dem Vater Paul, seiner Frau Sarah, dem gemeinsamen Sohn Travis sowie dem Familiengroßvater Bud besteht, die gemeinsam in einem abgelegenen Haus in einem Wald lebt. Neben der Abgeschiedenheit vom Rest der Welt plagt die Familie eine starke Ratlosigkeit, da Bud von dem Virus infiziert wurde. Die sich ausbreitende Krankheit macht sich dabei durch Symptome wie Furunkeln auf der Haut und schwarzen Augen bemerkbar und endet anscheinend in einem qualvollen Tod. Mithilfe von Schutzmaske und Handschuhen scheint man einer Infektion aber vorbeugen zu können. Die Familie entscheidet sich, Bud zu erlösen und den Leichnam anschließend zu verbrennen. Nicht nur Trauer setzt der Familie zu, ebenso leben die Nichtinfizierten in dieser Welt in ständiger Angst, selbst infiziert zu werden.
Eines Nachts bemerkt die Familie, dass jemand versucht, in ihr Haus einzubrechen. Nachdem Paul den Einbrecher überwältigt hat, bindet er ihn zunächst an einen Baum, um kein Risiko einzugehen. Am nächsten Tag stellt sich in einem Gespräch zwischen Paul und dem Fremden namens Will heraus, dass dieser auf der Suche nach Wasser und Nahrung für seine Frau und seinen Sohn war, die nicht weit entfernt untergekommen sind. Nachdem sowohl Vorteile wie die Bündelung von Ressourcen und erhöhte Verteidigungsfähigkeit als auch Nachteile wie ein potentielles Infektionsrisiko diskutiert wurden, entscheiden sich Paul, Sarah und Travis dafür, die Fremden im Haus aufzunehmen. Auf dem Weg werden Paul und Will von zwei bewaffneten Männern angegriffen, doch Paul wehrt die Angreifer ab und tötet sie.
Zurück in Pauls Haus werden Will, seine Frau Kim und deren Sohn Andrew zwar freundlich empfangen. Paul verdeutlicht jedoch, dass es strenge Regeln gibt, denen sich die Neuen unterordnen müssen. Durch den zwischenmenschlichen Umgang miteinander entsteht zunächst ein harmonisches Zusammenleben. Die Angst vor dem Virus und der Krankheit, die sich ausbreitet, besteht aber nach wie vor. Eines Abends ertappt Paul Will jedoch bei einer Lüge und wird zunehmend misstrauisch.
Später scheint Stanley, der Hund von Travis, etwas im Wald zu wittern und läuft davon. Travis, Will und Paul verfolgen ihn, verlieren ihn aber aus den Augen und können ihn wegen des plötzlich aufhörenden Bellens nicht mehr finden. In der darauffolgenden Nacht erwacht Travis wegen eines Alptraums und findet Andrew schlafend in Buds altem Zimmer. Er begleitet ihn zurück in das Zimmer seiner Eltern. Dann hört er an der Tür ein Geräusch, die er geöffnet auffindet. Er alarmiert die anderen, die Stanley tödlich verletzt im Eingangsbereich finden. Wie auch bei Bud verbrennen sie Stanleys Leichnam.
Als Travis anmerkt, dass die Tür schon bei seiner Ankunft geöffnet war und er Andrew in einem anderen Zimmer fand, fragt Sarah, ob Andrew schlafwandelt. Kim weist dies zurück und die Spannungen zwischen den Familien steigen. Paul schlägt vor, dass sie sich für einige Tage in zwei getrennten Zimmern isolieren, um sicherzustellen, dass niemand infiziert ist.
Am nächsten Morgen hört Travis Andrew stark husten und Kim sagen, dass sie das Haus verlassen müssen. Travis teilt dies seinen Eltern mit und befürchtet, auch infiziert zu sein, weil er Andrew in der Vornacht angefasst hat. Paul und Sarah ziehen die Schutzmasken auf und bewaffnen sich, weil sie befürchten, Kim und Will könnten ihre Vorräte stehlen. Als Paul Andrew sehen und untersuchen möchte, zieht Will eine Waffe und bedroht ihn. Er befiehlt Andrew, seine Augen geschlossen zu halten und fordert einen fairen Anteil an Proviant. Doch Paul und Sarah können Will überwältigen und die anderen aus dem Haus befördern. Als Will Paul draußen angreift und auf ihn einschlägt, erschießt ihn Sarah. Daraufhin versucht Kim mit Andrew in den Wald zu flüchten, doch Paul schießt auf die Fliehenden und tötet sie.
Wenig später erwacht Travis schwer krank im Bett und wird von Sarah getröstet. In der Abschlussszene sitzen Paul und Sarah, sichtlich mitgenommen und schweigend ohne Travis am Tisch.

## Produktion

### Stab und Besetzung
Regie führte Trey Edward Shults, der auch das Drehbuch zum Film schrieb. Shults hatte mit dem Film eigene Erfahrungen verarbeitet: „Das kommt durch den Verlust meines Vaters. Das, was Sarah in der Eingangsszene ihrem Vater erzählt, habe ich meinem Vater an seinem Sterbebett erzählt. Er hatte Angst und war voller Reue und wollte nicht loslassen. Das war eine traumatische Erfahrung, die mein Leben verändert hat. Zwei Monate später hab ich das Drehbuch geschrieben und es floss nur so aus mir heraus. In drei Tagen war es fertig.“ Über lange Strecken zeigt Shults die Geschehnisse aus der Perspektive von Pauls und Sarahs Sohn Travis.
Joel Edgerton spielt den Familienvater Paul, Carmen Ejogo seine Frau Sarah und Kelvin Harrison den gemeinsamen Sohn Travis. Christopher Abbott spielt den Vater der zweiten Familie Will, Riley Keough seine Frau Kim und Griffin Robert Faulkner den gemeinsamen Sohn Andrew. Bei Travis’ Hund Stanley handele es sich um einen Hund mit einer ganz eigenen Persönlichkeit, so der Regisseur.

### Dreharbeiten, Marketing und Veröffentlichung

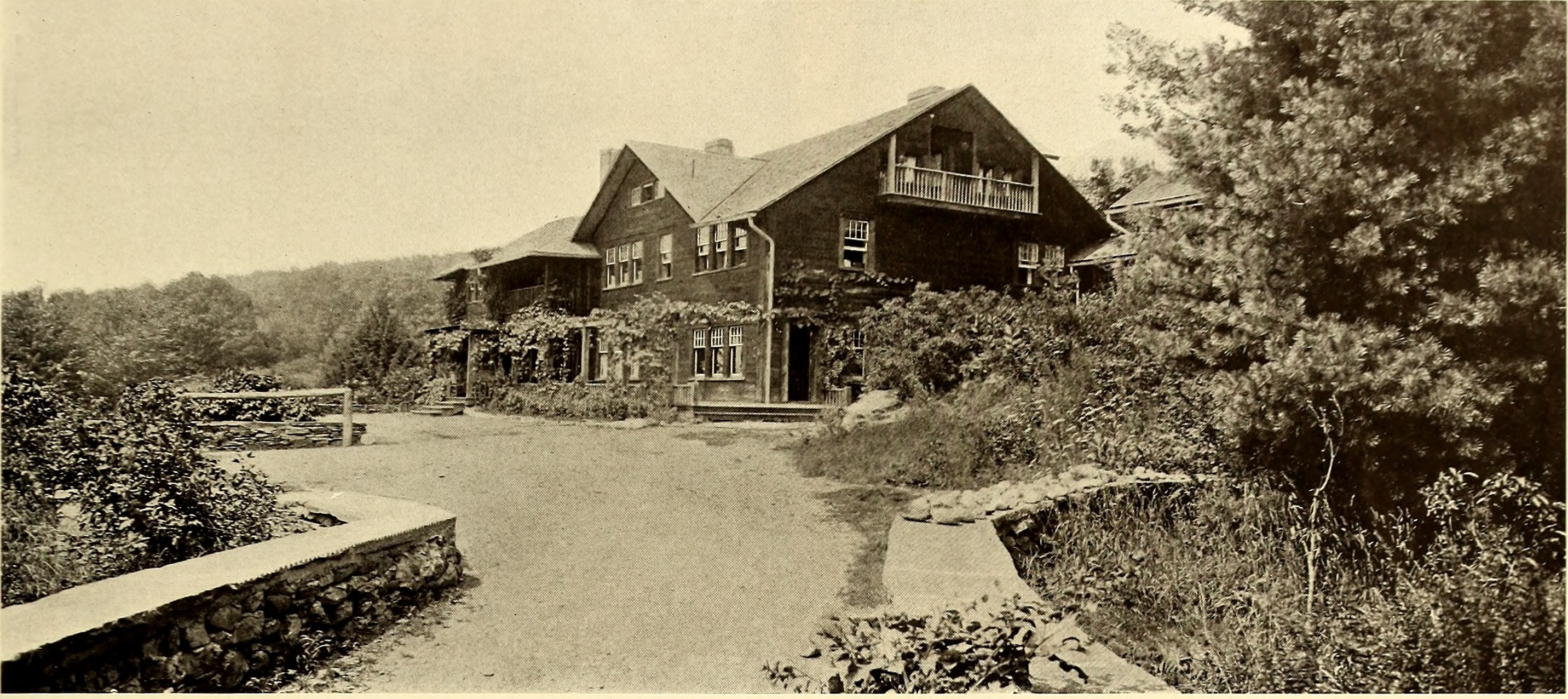
Ein Gebäude in der Byrdcliffe Colony

Die Dreharbeiten fanden in einem alten Haus in der Künstlerkolonie Byrdcliffe Colony in der Nähe von Woodstock in New York statt. Die Produktionskosten beliefen sich auf rund fünf Millionen US-Dollar.
Anfang Juni 2017 veröffentlichte A24 einen finalen Trailer zum Film. Der Film feierte am 29. April 2017 beim Overlook Film Festival in Mount Hood seine Premiere. Am 9. Juni 2017 kam der Film in die US-amerikanischen Kinos. Ein Start in Deutschland erfolgte am 18. Januar 2018.

## Rezeption

### Filmgenre und Altersfreigabe
Zum Genre erklärt Simon Scholl von PC Games, It Comes at Night als reinen Horrorfilm zu klassifizieren, würde eindeutig zu kurz greifen: „Zwar gibt es einige starke Grusel-Passagen, doch im Laufe der Zeit entwickelt sich die Handlung mehr und mehr zu einem sozialen Drama, in dem die Menschlichkeit während der Apokalypse eine zentrale Rolle spielt. Das funktioniert relativ gut und verleiht dem Ganzen eine zusätzliche Bedeutungsebene. Nichtsdestoweniger bleibt dadurch viel von dem wirklich tollen Schauer-Potenzial vom Anfang ungenutzt.“
Auch Antje Wessels bemerkt in ihrer Kritik, der Film sei kein Horrorschocker, wie der Trailer suggeriere, und erklärt: „Nicht irgendein Monsterwesen ist das pure Böse, sondern der in die Enge getriebene Mensch.“ Der Film punkte nicht über reißerische Jump-Scares, so Wessels weiter, sondern vor allem über eine beklemmende Kammerspielatmosphäre, die sich mühelos zuspitzen könne, ohne dass „es“ tatsächlich nachts komme.
In den USA erhielt der Film von der MPAA ein R-Rating, was einer Freigabe ab 17 Jahren entspricht. In Deutschland ist der Film FSK 16. In der Freigabebegründung heißt es: „Der Film ist von einer intensiven, fast durchgehend angespannten und bedrohlichen Atmosphäre geprägt. Immer wieder gibt es auch Gewalt- und Tötungsszenen, die aber nicht ausgespielt werden. Jugendliche ab 16 Jahren sind fähig, die Handlung als irreale Horrorgeschichte zu durchschauen und die Geschehnisse entsprechend einzuordnen.“

### Kritiken und Einspielergebnis
Der Film konnte bislang 88 Prozent der Kritiker bei Rotten Tomatoes überzeugen bei einer durchschnittlichen Bewertung mit 7,4 von 10 möglichen Punkten. Im Rahmen der Golden Tomato Awards des Jahres 2017 ging der Film als Drittplatzierter in der Kategorie Best Horror Movie hervor. Bei Metacritic erhielt der Film einen Metascore von 78 von 100 möglichen Punkten.

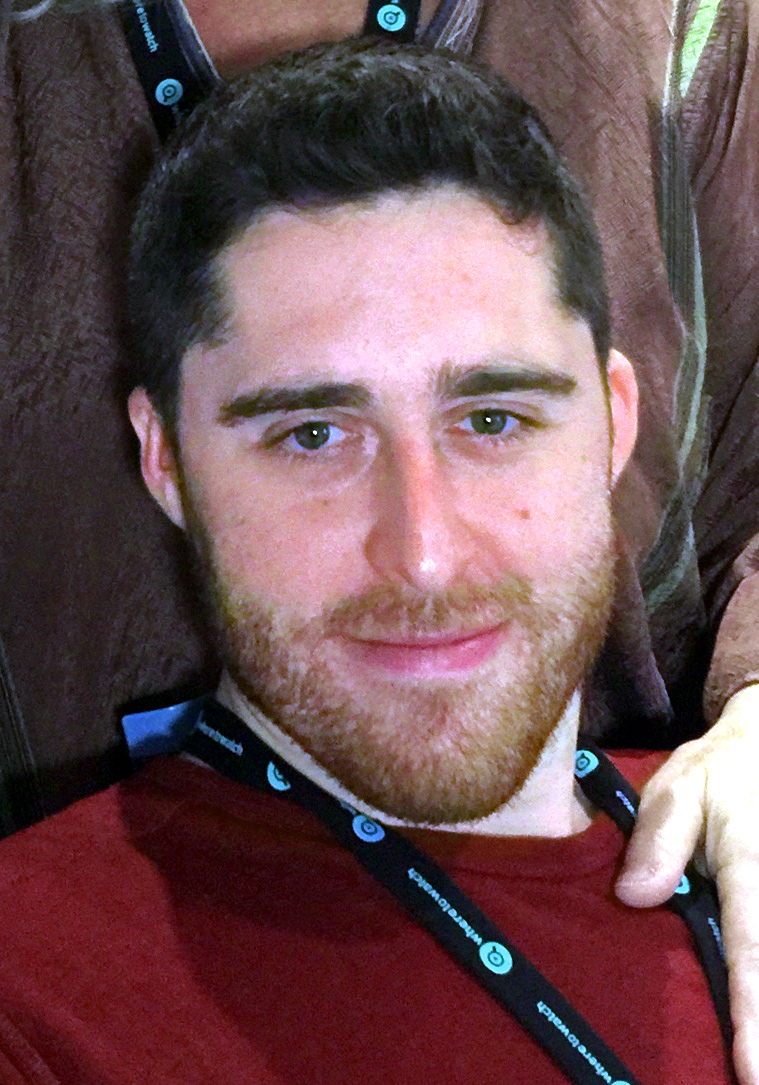
Trey Edward Shults führte bei dem Film Regie und schrieb auch das Drehbuch

Antje Wessels bemerkt auf Quotenmeter.de, dass das Marketing des Films einen falschen Eindruck erweckt habe und er kein Horrorschocker sei, wie im Trailer suggeriert: „Schnelle Schnitte, eine dröhnende Tonspur und die Andeutung von explizitem Bildmaterial sollen einen hysterischen Horrorreißer suggerieren, doch am Ende ist It Comes at Night vielmehr eine Art Hybrid aus dem Thriller-Kammerspiel 10 Cloverfield Lane und M. Night Shyamalans zwiespältig aufgefasstem Twistride The Village, wobei dieser Vergleich keinerlei Aufschluss über den Ausgang der Geschichte gibt.“ Der Film sei atmosphärisch dicht und emotional fordernd, so Wessels weiter, was ein hochspannendes, unaufgeregtes und nicht minder forderndes Psychospiel ergebe, das den Puls des Zuschauers ganz ohne Blut und Monster ordentlich in die Höhe schnellen lasse. Weiter bemerkt Wessels, einzelne Erzählfragmente machten allenfalls erahnbar, was die Zivilisation einst dahinraffte und unter welchen Bedingungen die letzten Verbliebenen des Super-GAUs nun leben müssen. Wessels bemerkt das Taktieren mit der Ungewissheit, kritisiert jedoch auch, dass die innerfilmische Logik nicht immer gewahrt werde und der Zuschauer manchmal ein Auge zudrücken müsse, um das Gezeigte glaubhaft im Kontext unterbringen zu können. Über Kameramann Drew Daniels sagt Wessels, dieser qualifiziere sich mit seiner paralysierenden Arbeit als einer der besten im jüngeren Genrebereich. Filmkomponist Brian McOmber seinerseits habe eine solch zurückhaltende Musik fabriziert, dass die aussagekräftige Tonspur aus fremden Geräuschen und unheimlichen Lauten noch mehr zur Geltung komme. Wessels resümiert, in dieser Kombination malträtiere It Comes at Night die Nerven des Zuschauers auch ohne Jump-Scares ganz ordentlich.
Brian Tallerico, ein Kritiker von Roger Ebert, sagt, es gebe im Film zwar keine Zombies auf den Straßen, Butzemänner im Keller oder Hexen im Wald, doch er sei dennoch einer der gruseligsten Filme seit Jahren.
Simon Scholl von PC Games resümiert in seiner Kritik zum Film: „Ambitioniertes und lohnenswertes Horror-Drama, das sich aber gerne stärker auf seine Kernkompetenzen hätte fokussieren dürfen.“
Die weltweite Einnahmen aus Kinovorführungen beliefen sich im November 2017 auf rund 19,3 Millionen US-Dollar.

### Auszeichnungen (Auswahl)
Artios Awards 2018
- Nominierung in der Kategorie Low Budget – Comedy or Drama[17]

Black Reel Awards 2018
- Nominierung als Beste Filmschauspielerin (Carmen Ejogo)

Gotham Awards 2017
- Nominierung als Bester Nachwuchsschauspieler (Kelvin Harrison)[18]

Los Angeles Online Film Critics Society Awards 2018
- Nominierung in der Kategorie Best Sci-Fi / Horror[19]

Phoenix Film Critics Society Awards 2017
- Nominierung in der Kategorie The Overlooked Film of the Year[20]